# 崔賢美
崔賢美（： Choi Hyun Mi，1990年11月7日—），是一名出生於北韓的女子拳擊運動員。2004年，她隨家人逃亡到南韓。目前，崔賢美與其家人居於首爾，是一名世界冠軍拳手。

## 經歷
崔賢美出生於北韓首都平壤，其父為一名富裕的商人，並在國家享有特權。2003年，國際奧林匹克委員會（國際奧委會）有意將女子拳擊納入2008年北京奧運的比賽項目，加上崔賢美的個子高大。因此，北韓當局特意安排當時13歲的崔賢美接受拳擊訓練。同時，為鼓勵她為國家贏得獎牌，平壤政府又為其家人糧食配給和生活津貼。然而，隨著國際奧委會在翌年否決該方案後，訓練團體被解散。
同年，崔賢美的父親為讓家人過更好的生活，毅然決定出逃。他們通過賄賂令邊境人員協助他們逃到中國，隨後，他們又偷渡到越南。由於越南法律規定政府會把脫北者送到南韓，因此，崔賢美一家最終於2004年抵達南韓。
來到南韓後，崔賢美重操舊業，在同年內，她先後參與多個國內的業餘拳擊比賽，並贏得了5個冠軍。2007年，她轉戰為職業拳手。在2008年10月，她在WBA女子世界冠軍賽中擊敗中國對手，成為世界冠軍。時至2013年5月，她在8場的拳賽中取得7勝1和、未嚐一敗的戰績。

## 資料來源
1. 1 2 3 4  "逃北少女拳擊手崔賢美有可能成為“韓國版百萬寶貝”" 《朝鮮日報》中文版 2013 03 28
2. 1 2 3 4 5  "'Defector Girl Boxer' supports family with her fists" 《紐約時報》 2008 10 23
3. ↑  "Fury of Girl’s Fists Lifts Up North Korean Refugee Family" 《紐約時報》 2008 10 25